# Zoë Wanamaker
Zoë Wanamaker (født 13. maj 1949 i New York City i USA) er en amerikansk-engelsk skuespillerinde. Hun er måske bedst kendt for sin rolle som Madame Hooch i Harry Potter og De Vises Sten fra (2001).

## Filmografi

### Film
| År   | Film                                     | Rolle           | Noter |
| ---- | ---------------------------------------- | --------------- | ----- |
| 1988 | The Raggedy Rawney                       | Elle            |       |
| 1997 | Wilde                                    | Ada Leverson    | [ 2 ] |
| 1997 | Swept from the sea                       | Mary Foster     | [ 3 ] |
| 2001 | Harry Potter and the Philosopher's Stone | Madame Hooch    | [ 4 ] |
| 2004 | Five Children and It                     | Martha          | [ 5 ] |
| 2010 | It's a Wonderful Afterlife               | Mrs. Goldman    | [ 6 ] |
| 2011 | My Week with Marilyn                     | Paula Strasberg | [ 7 ] |

### Tv
| År         | Titel                                           | Rolle                  | Noter |
| ---------- | ----------------------------------------------- | ---------------------- | --- |
| 1971       | ITV Sunday Night Drama                          | Sally                  | Episode Turn of the Year: Sally for the Keeps |
| 1971       | Take Three Girls                                | Jackie                 | |
| 1973       | Late Night Theatre                              | Alice                  | Episode The Eagle has Landed |
| 1973       | Between the Wars                                | Ada Abbott             | Episode The Silver Mask |
| 1973       | ITV Sunday Night Theatre                        | Lorna Green            | Episode Lorna and Ted |
| 1973       | Spy Trap                                        | Muriel                 | Episode Sale of Work |
| 1974       | Jennie: Lady Randolph Churchill                 | Pearl Craigie          | TV Miniseries (1 episode) A Perfect Darling |
| 1975       | The Confederacy of Wives                        | Corinna                | TV film |
| 1975       | Village Hall                                    | Shirley Chatsfield     | Episode Miss Health and Beauty |
| 1975       | Crown Court                                     | Joan Carmichael        | 1 episode |
| 1977       | A Christmas Carol                               | Belle                  | TV film |
| 1978       | BBC Play of the Month                           | Lucille/Dorinda        | Danton's Death / The Beaux' Stratagem |
| 1978       | The Devil's Crown                               | Berengaria of Navarre  | 3 episodes |
| 1981       | Strike: The Birth of Solidarity                 | Aline Pienkowska       | TV film |
| 1982       | Baal                                            | Sophie                 | TV film |
| 1982       | Inside the Third Reich                          | Annemarie Kempf        | TV film |
| 1983       | Richard III                                     | Lady Anne              | TV film |
| 1983       | Enemies of the State                            | Zdena Tomin            | TV film |
| 1985       | Edge of Darkness                                | Clemmy                 | TV Miniseries (3 episodes) |
| 1986       | Paradise Postponed                              | Charlie Fanner         | TV Mini-series (8 episodes) |
| 1987       | Poor Little Rich Girl: The Barbara Hutton Story | Jean Kennerly          | TV film |
| 1987       | Tales of The Unexpected                         | Margaret Smythe        | 1 episode Skeleton in the Cupboard |
| 1988       | Once in a Lifetime                              | May Daniels            | TV film |
| 1989       | The Dog It was That Died                        | Blidebeck              | TV film |
| 1989       | Ball-Trap on the Cote Sauvage                   | Sarah Marriot          | TV film |
| 1990       | Theatre Night                                   | Emilia                 | Episode Othello |
| 1991       | Inspector Morse                                 | Emma Pickford          | Episode Fat Chance |
| 1991       | Prime Suspect                                   | Moyra Henson           | TV Miniseries (2 episodes) |
| 1992       | Screen Two: Memento Mori                        | Olive Mannering        | TV film |
| 1992       | Screenplay: The Countess Alice                  | Connie                 | TV film |
| 1992       | Shakespeare: The Animated Tales                 | Lady Macbeth           | Episode Macbeth |
| 1992       | The Blackheath Poisonings                       | Charlotte Collard      | TV Miniseries (3 episodes) |
| 1992–1994  | Love Hurts                                      | Tessa Piggot/Carver    | 30 episodes |
| 1995       | Performance                                     | Mrs Holroyd            | Episode The Widowing of Mrs. Holroyd |
| 1995       | The English Wife                                | Carolina Griveau       | TV film |
| 1997       | A Dance to the Music of Time                    | Audrey Mclintick       | TV mini-series (2 episodes) |
| 1997       | Great Performances                              | Prologue/Herself       | Episode Henry V at Shakespeare's Globe |
| 1999       | The Magical Legend of the Leprechauns           | Mary Muldoon           | TV miniseries |
| 1999       | David Copperfield                               | Miss Jane Murdstone    | TV miniseries |
| 2000       | Gormenghast                                     | Clarice Groan          | TV Mini-Series (3 episodes) |
| 2000–2011  | My Family                                       | Susan Harper           | 114 episodes |
| 2001       | Adrian Mole: The Cappuccino Years               | Tania Braithwaite      | 6 episodes |
| 2005       | Agatha Christie's Marple                        | Letitia Blacklock      | Episode A Murder is Announced |
| 2005       | A Waste of Shame                                | Countess of Pembroke   | BBC Four film |
| 2005–2013  | Agatha Christie's Poirot                        | Ariadne Oliver         | 6 feature-length episodes: - Cards on the Table (2005) - Mrs McGinty's Dead (2008) - Third Girl (2008) - Hallowe'en Party (2010) - Elephants Can Remember (2013) - Dead Man's Folly (2013) |
| 2005, 2006 | Doctor Who                                      | Cassandra              | 2 episodes: "The End of the World" and "New Earth" |
| 2006       | Johnny and the Bomb                             | Mrs Tachyon            | 2 episodes |
| 2007       | The Old Curiosity Shop                          | Mrs Jarley             | TV film |
| 2013       | Wodehouse in Exile                              | Ethel Wodehouse        | TV film |
| 2015       | Mr Selfridge                                    | Princess Marie         | 10 episodes |
| 2017       | Babs                                            | Joan Littlewood        | TV film |
| 2018       | Inside No. 9                                    | Paula                  | Episode: "And the Winner Is..." |
| 2018       | Girlfriends                                     | Gail Stanley           | 6 episodes |
| 2018–2021  | Britannia                                       | Queen Antedia          | Main role (10 episodes) |
| 2019       | Killing Eve                                     | Helen Jacobsen         | Episode: "Desperate Times" |
| 2019       | Worzel Gummidge                                 | Lady Bloomsbury Barton | Episode: "The Green Man" |
| 2021–2023  | Shadow and Bone                                 | Baghra                 | Main role (11 episodes) |
| 2022       | The Man Who Fell to Earth                       | Watt                   | 2 episodes |
| 2023       | The Cleaner                                     | Lucille                | Episode: "The Statue" |
| 2023       | Black Ops                                       | Celia Herrington       | 3 episodes |
| 2024       | Criminal Record                                 | Maureen                | 5 episodes |
| 2024       | Inside No. 9                                    | Party Guest            | Episode: "Plodding On" |

### Computerspil
| År   | Computerspil                   | Rolle       | Note |
| ---- | ------------------------------ | ----------- | ---- |
| 2008 | Fable II                       | Theresa     |      |
| 2010 | Fable III                      | Theresa     |      |
| 2012 | Fable: The Journey             | Theresa     |      |
| 2018 | Harry Potter: Hogwarts Mystery | Madam Hooch |      |

### Teater
| År        | Skuespil                               | Rolle                         | Scene                                                                                               |
| --------- | -------------------------------------- | ----------------------------- | --------------------------------------------------------------------------------------------------- |
| 1970      | A Midsummer Night's Dream              | Hermia                        | University Theatre, Manchester                                                                      |
| 1970      | Creditors                              | Tealk                         | University Theatre, Manchester                                                                      |
| 1970      | The Cherry Orchard                     | Anya                          | Stables Theatre Club, Manchester                                                                    |
| 1971      | Pictures in a Bath of Acid             | Fanny Falkner                 | West Yorkshire Playhouse, Leeds                                                                     |
| 1971      | Family Album                           | Emily Valance                 | West Yorkshire Playhouse, Leeds                                                                     |
| 1971      | Twelfth Night                          | Olivia                        | West Yorkshire Playhouse, Leeds                                                                     |
| 1971      | Dick Whittington                       | Tommy the Cat                 | Royal Lyceum Theatre, Edinburgh                                                                     |
| 1971      | The Hostage                            | Teresa                        | Royal Lyceum Theatre, Edinburgh                                                                     |
| 1972      | The Birthday Party                     | Lulu                          | Royal Lyceum Theatre, Edinburgh                                                                     |
| 1972      | When Thou Art King                     | Lady Percy/Doll               | Far East Tour                                                                                       |
| 1972      | Guys and Dolls                         | Miss Adelaide                 | University Theatre, Manchester                                                                      |
| 1973      | The Provoked Wife                      | Belinda                       | Watford Palace Theatre                                                                              |
| 1973      | Twelfth Night                          | Viola                         | Tour                                                                                                |
| 1973      | Jack and the Beanstalk                 | Margery, the Baron's daughter | Cambridge Arts Theatre                                                                              |
| 1974      | She Stoops to Conquer                  | Constance Neville             | Tour                                                                                                |
| 1974      | French Without Tears                   | Jacqueline Maingot            | Tour                                                                                                |
| 1974      | Cabaret                                | Sally Bowles                  | Redgrave Theatre, Farnham                                                                           |
| 1974      | Tom Thumb                              | Princess Huncamunca           | The Young Vic                                                                                       |
| 1974      | Much Ado About Nothing                 | Hero                          | The Young Vic                                                                                       |
| 1975      | Kiss Me Kate                           | Bianca                        | Oxford Playhouse                                                                                    |
| 1975      | The Taming of the Shrew                | Katherina                     | Tour                                                                                                |
| 1975      | The Beggar's Opera                     | Mrs. Vixen/Lucy Locket        | Nottingham Playhouse                                                                                |
| 1975      | Jug                                    | Eva Hirst                     | Nottingham Playhouse                                                                                |
| 1975      | A Streetcar Named Desire               | Stella Kowalski               | Nottingham Playhouse                                                                                |
| 1976      | Pygmalion                              | Eliza Doolittle               | Nottingham Playhouse                                                                                |
| 1976      | The Servant of Two Masters             | Smeraldina                    | Nottingham Playhouse                                                                                |
| 1976      | The Devil's Disciple                   | Essie                         | Aldwych Theatre                                                                                     |
| 1976      | Ivanov                                 | Babakina, Marfa Yegorovna     | Aldwych Theatre                                                                                     |
| 1976      | Wild Oats; or, The Strolling Gentleman | Jane                          | Aldwych Theatre                                                                                     |
| 1978      | The Taming of the Shrew                | Bianca                        | The Other Place, Stratford-upon-Avon                                                                |
| 1978      | Captain Swing                          | Gemma Beech                   | The Other Place, Stratford-upon-Avon                                                                |
| 1979      | Piaf                                   | Toine                         | The Other Place, Stratford-upon-Avon                                                                |
| 1979      | Once in a Lifetime                     | May Daniels                   | Aldwych Theatre                                                                                     |
| 1981      | Piaf                                   | Toine                         | Plymouth Theatre, New York City                                                                     |
| 1982      | The Importance of Being Earnest        | Gwendoline                    | Royal National Theatre                                                                              |
| 1983      | The Time of Your Life                  | Kitty Duval                   | The Other Place, Stratford-upon-Avon                                                                |
| 1983      | Twelfth Night                          | Viola                         | Royal Shakespeare Theatre, Stratford-upon-Avon                                                      |
| 1983      | The Comedy of Errors                   | Adriana                       | Royal Shakespeare Theatre, Stratford-upon-Avon                                                      |
| 1984      | Mother Courage and her Children        | Kattrin                       | Barbican Centre                                                                                     |
| 1986      | Loot                                   | Fay                           | Manhattan Theatre Club Music Box Theatre, New York City                                             |
| 1986      | The Bay at Nice and Wrecked Eggs       | Sophia/Grace                  | Royal National Theatre                                                                              |
| 1988      | Mrs Klein                              | Paula                         | Royal National Theatre Apollo Theatre                                                               |
| 1989      | Othello                                | Emilia                        | The Other Place, Stratford-upon-Avon The Young Vic                                                  |
| 1990      | The Crucible                           | Elizabeth Proctor             | Royal National Theatre                                                                              |
| 1993      | The Last Yankee                        | Patricia Hamilton             | The Young Vic                                                                                       |
| 1994      | Dead Funny                             | Eleanor                       | Hampstead Theatre Vaudeville Theatre                                                                |
| 1995      | The Glass Menagerie                    | Amanda Wingfield              | Donmar Warehouse Comedy Theatre                                                                     |
| 1996      | Sylvia                                 | Sylvia                        | Apollo Theatre                                                                                      |
| 1997–1999 | Electra                                | Electra                       | Minerva Theatre Donmar Warehouse McCarter Theatre, Princeton Ethel Barrymore Theatre, New York City |
| 1998      | The Old Neighbourhood                  | Jolly                         | Duke of York's Theatre                                                                              |
| 1999      | Battle Royal                           | Queen Caroline                | Royal National Theatre                                                                              |
| 2001      | Boston Marriage                        | Anna                          | Donmar Warehouse Ambassadors Theatre                                                                |
| 2003      | His Girl Friday                        | Hildy Johnson                 | Royal National Theatre                                                                              |
| 2006      | Awake and Sing!                        | Bessie                        | Belasco Theatre, New York City                                                                      |
| 2007      | The Rose Tattoo                        | Serafina del Rose             | Royal National Theatre                                                                              |
| 2007      | Much Ado About Nothing                 | Beatrice                      | Royal National Theatre                                                                              |
| 2010      | All My Sons                            | Kate Keller                   | Apollo Theatre                                                                                      |
| 2011      | The Cherry Orchard                     | Madame Ranevskaya             | Royal National Theatre                                                                              |
| 2013      | Passion Play                           | Eleanor                       | Duke of York's Theatre                                                                              |
| 2014–2015 | Stevie                                 | Stevie                        | Minerva Theatre Hampstead Theatre                                                                   |
| 2015      | All On Her Own and Harlequinade        | Rosemary/Dame Maud Gosport    | Garrick Theatre                                                                                     |
| 2016      | Elegy                                  | Lorna                         | Donmar Warehouse                                                                                    |
| 2018      | The Birthday Party                     | Meg                           | Harold Pinter Theatre                                                                               |
| 2019      | Two Ladies                             | Helene                        | Bridge Theatre                                                                                      |
| 2021      | Constellations                         | Marianne                      | Vaudeville Theatre                                                                                  |
| 2023      | Pictures From Home                     | Jean                          | Studio 54, New York City                                                                            |